# Australutica
Australutica es un género de arañas de la familia Zodariidae.

## Especies
- A. africana Jocqué, 2008
- A. manifesta Jocqué, 1995
- A. moreton Jocqué, 1995
- A. normanlarseni Jocqué, 2008
- A. quaerens Jocqué, 1995
- A. xystarches Jocqué, 1995